# Microtus montanus
Microtus montanus es una especie de roedor de la familia Cricetidae.

## Distribución geográfica
Se encuentra en el Canadá y Estados Unidos. 